# ABC (chanson)
Pour les articles homonymes, voir ABC.
Singles de The Jackson 5
I Want You Back
(1969) The Love You Save
(1970)
Pistes de ABC
One More Chance
(2) 2-4-6-8
(4)
ABC est une chanson du groupe The Jackson 5, produite par la Motown et sortie le 24 février 1970. Elle est extraite de l'album du même nom, ABC, et s'est classée à la première place au Billboard Hot 100. Le titre a été enregistré à Los Angeles en 1969. Dans la chanson, on entend les voix de Michael Jackson, Jermaine Jackson, Tito Jackson et Jackie Jackson.
On retrouve le titre ABC en 2009 dans la compilation I Want You Back! Unreleased Masters dans une alternative version et aussi dans une version remixée dans The Remix Suite, intitulée ABC (Salaam Remi Remix). En 2015, le DJ britannique Sigala a repris des éléments de la mélodie d'ABC dans son titre Easy Love. 

## Face B
En Face B, se trouve la chanson The Young Folks, qui figure aussi dans l'album ABC des Jackson 5.

## Distinctions
ABC est nommée pour le Grammy Award de la meilleure prestation vocale pop d'un duo ou groupe en 1971.
En 2017, elle reçoit le Grammy Hall of Fame Award. 

## Classements hebdomadaires
| Classements (1970)                      | Meilleure position |
| --------------------------------------- | ------------------ |
| Australie (Kent Music Report)           | 14                 |
| Belgique (Flandre Ultratop 50 Singles)  | 24                 |
| Belgique (Wallonie Ultratop 50 Singles) | 33                 |
| États-Unis (Billboard Hot 100)          | 1                  |
| États-Unis (Best Selling Soul Singles)  | 1                  |
| Pays-Bas (Nederlandse Top 40)           | 28                 |
| Pays-Bas (Single Top 100)               | 22                 |
| Royaume-Uni (UK Singles Chart)          | 8                  |

| Classements (2009)             | Meilleure position |
| ------------------------------ | ------------------ |
| Australie (ARIA)               | 43                 |
| Pays-Bas (Single Top 100)      | 46                 |
| Royaume-Uni (UK Singles Chart) | 50                 |
| Suisse (Schweizer Hitparade)   | 63                 |

| Classements (2015) | Meilleure position |
| ------------------ | ------------------ |
| France (SNEP)      | 166                |

## Certifications
| Pays              | Certification | Unités certifiées |
| ----------------- | ------------- | ----------------- |
| Royaume-Uni (BPI) | Platine       | 600 000           |